# Међузвездано путовање
Међузвездано путовање је хипотетичко путовање свемирских летелица између звезданих система. Због огромних удаљености између Сунчевог система и оближњих звезда, међузвездано путовање није практично изводљиво са тренутним технологијама погона.
Да би путовала између звезда у разумном временском року (деценијама или вековима), међузвездана летелица мора достићи значајан део брзине светлости, што захтева огромне количине енергије. Комуникација са таквим међузвезданим летелицама имала би кашњење од више година због брзине светлости. Судари са космичком прашином и гасом при таквим брзинама могу бити катастрофални за такве летелице. Међузвездано путовање са посадом могло би се можда спровести спорије (далеко изван оквира људског животног века) коришћењем генерацијског брода. Хипотетички системи међузвезданог погона укључују нуклеарни пулсни погон, ракета са фисионим фрагментима, фузиона ракета, соларно једро напајано снопом енергије и ракета на антиматерију.
Предности међузвезданог путовања укључују детаљна истраживања настањивих егзопланета и удаљених звезда, свеобухватну потрагу за ванземаљском интелигенцијом и колонизацију свемира. Иако је пет летелица без посаде напустило Сунчев систем, оне нису „међузвездане летелице” јер нису наменски дизајниране за истраживање других звезданих система. Стога, од 2020-их, међузвездани свемирски лет остаје популаран мотив у спекулативним студијама будућности и научној фантастици. Цивилизација која је овладала међузвезданим путовањем назива се међузвезданом врстом.

## Изазови

### Међузвездане удаљености
Удаљености између планета у Сунчевом систему често се мере у астрономским јединицама (АЈ), дефинисаним као просечна удаљеност између Сунца и Земље, што је око 15×108 kilometers (930 million miles). Венера, најближа планета Земљи, на најближој тачки је удаљена 0,28 АЈ. Нептун, најудаљенија планета од Сунца, удаљен је 29,8 АЈ. Од 20. јануара 2023. године, Војаџер 1, најудаљенији објекат направљен људском руком, налази се на удаљености од 163 АЈ, напуштајући Сунчев систем брзином од 17 km/s (0,006% брзине светлости).
Најближа позната звезда, Проксима Кентаури, удаљена је отприлике 268.331.890 AU, или преко 9.000 пута даље од Нептуна.
<!--
1 A.U. = 149,597,870,700 meters,
1 light-year = 9,460,730,472,580,800 meters or 63241.077 AU,
Venus perihelion = 0.7184 AU
Neptune perihelion = 29.809946 AU
Voyager 1 distance (2021/Jan) = 163 AU
Proxima = 4.243 ± 0.002 light years away.
-->
| Објекат                                           | Удаљеност (АЈ) | Светлосно време |
| ------------------------------------------------- | -------------- | --------------- |
| Месец                                             | 0,0026         | 1,3 секунде     |
| Сунце                                             | 1              | 8 минута        |
| Венера (најближа планета)                         | 0,28           | 2,4 минута      |
| Нептун (најудаљенија планета)                     | 29,8           | 4,1 сати        |
| Војаџер 2                                         | 136,1          | 18,9 сати       |
| Војаџер 1                                         | 163,0          | 22,6 сати       |
| Проксима Кентаури (најближа звезда и егзопланета) | 268.332        | 4,24 године     |

Због тога се удаљености између звезда обично изражавају у светлосним годинама (дефинисаним као удаљеност коју светлост пређе у вакууму за једну јулијанску годину) или у парсецима (један парсек је 3,26 светлосне године, удаљеност на којој је звездана паралакса тачно једна лучна секунда, отуда и назив). Светлост у вакууму путује око 300.000 km (186.000 mi) у секунди, па је 1 светлосна година око 9,461×1012 kilometers (5,879 trillion miles) или 63.241 АЈ. Дакле, Проксима Кентаури је удаљена отприлике 4,243 светлосне године од Земље.
Други начин за разумевање пространости међузвезданих удаљености је скалирање: Једна од најближих звезда Сунцу, Алфа Кентаури А (звезда слична Сунцу која је један од два пратиоца Проксиме Кентаури), може се замислити скалирањем удаљености Земља-Сунце на one m (3,28 ft). На овој скали, удаљеност до Алфа Кентаури А била би 276 kilometers (171 miles)<!--Using 4.37 ly from Alpha Centauri page-->.
Најбржа летелица која је до сада послата ка спољашњости система, Војаџер 1, прешла је 1/390 светлосне године за 46 година и тренутно се креће брзином од 1/17.600 брзине светлости. Овим темпом, путовање до Проксиме Кентаури трајало би 75.000 година.

### Потребна енергија
Значајан фактор који доприноси тешкоћи је енергија која се мора обезбедити да би се постигло разумно време путовања. Доња граница потребне енергије је кинетичка енергија <math>K = \tfrac{1}{2}mv^2</math> где је <math>m</math> коначна маса. Ако је по доласку потребно успоравање и оно се не може постићи на било који други начин осим моторима брода, онда се доња граница потребне енергије удвостручује на <math>mv^2</math>.
Брзина за повратно путовање са посадом од неколико деценија чак и до најближе звезде је неколико хиљада пута већа од брзина садашњих свемирских возила. То значи да је, због члана <math>v^2</math> у формули за кинетичку енергију, потребно милионима пута више енергије. Убрзавање једне тоне до једне десетине брзине светлости захтева најмање 450 petajoules or 4,50×1017 joules or 125 terawatt-hours (светска потрошња енергије 2008. године износила је 143.851 TWh), не узимајући у обзир ефикасност погонског механизма. Ова енергија мора бити генерисана на броду из ускладиштеног горива, прикупљена из међузвезданог медијума, или пројектована преко огромних удаљености.

### Међузвездани медијум
Познавање својстава међузвезданог гаса и прашине кроз које возило мора проћи је од суштинског значаја за дизајн било које међузвездане свемирске мисије. Главни проблем путовања при изузетно великим брзинама је тај што би, због неопходних високих релативних брзина и великих кинетичких енергија, судари са међузвезданом прашином могли изазвати значајну штету на летелици. Предложене су различите методе заштите како би се ублажио овај проблем. Већи објекти (као што су макроскопска зрна прашине) су много ређи, али би били много деструктивнији. Ризици од удара таквих објеката и методе ублажавања су разматрани у литератури, али многе непознанице и даље остају. Додатно разматрање је да би се, због нехомогене дистрибуције међузвездане материје око Сунца, ови ризици разликовали између различитих путања. Иако густ међузвездани медијум може изазвати потешкоће за многе концепте међузвезданог путовања, међузвездани рамџетови и неки предложени концепти за успоравање међузвезданих летелица заправо би имали користи од гушћег међузвезданог медијума.

### Опасности
Посада међузвезданог брода суочила би се са неколико значајних опасности, укључујући психолошке ефекте дуготрајне изолације, физиолошке ефекте екстремног убрзања, ефекте изложености јонизујућем зрачењу и физиолошке ефекте бестежинског стања на мишиће, зглобове, кости, имуни систем и очи. Такође постоји ризик од удара микрометеороида и другог свемирског отпада. Ови ризици представљају изазове који тек треба да буду превазиђени.

### Прорачун чекања
Писац спекулативне фикције и физичар Роберт Л. Форвард тврдио је да међузвездана мисија која се не може завршити у року од 50 година уопште не би требало да се започиње. Уместо тога, под претпоставком да је цивилизација још увек на узлазној кривој развоја брзине погонских система и да још није достигла лимит, ресурсе би требало уложити у дизајнирање бољег погонског система. То је зато што би спору летелицу вероватно претекла друга мисија послата касније са напреднијим погоном (постулат непрестане застарелости). Године 2006, Ендру Кенеди је израчунао идеалне датуме поласка за путовање до Барнардове звезде користећи прецизнији концепт прорачуна чекања, где за дату дестинацију и стопу раста капацитета погона постоји тачка поласка која претиче раније лансиране летелице и неће бити претечена од стране каснијих, и закључио да се „међузвездано путовање од 6 светлосних година најбоље може обавити за око 635 година од сада ако се раст настави са око 1,4% годишње”, или приближно 2641. године. Ово може бити најзначајнији прорачун за конкурентске културе које насељавају галаксију.

## Главне мете за међузвездана путовања
Постоји 59 познатих звезданих система унутар 40 светлосних година од Сунца, који садрже 81 видљиву звезду. Следећи системи би се могли сматрати главним метама за међузвездане мисије:
| Систем            | Удаљеност (сг) | Напомене |
| ----------------- | -------------- | --- |
| Алфа Кентаури     | 4,3            | Најближи систем. Три звезде (G2, K1, M5). Компонента А је соларни аналог (звезда типа G2). 24. августа 2016, објављено је откриће егзопланете величине Земље (Проксима Кентаури b) која орбитира у настањивој зони Проксиме Кентаури. |
| Барнардова звезда | 6              | Мали, слабо сјајни црвени патуљак типа М5. Други најближи Сунчевом систему. |
| Сиријус           | 8,6            | Велика, веома сјајна звезда типа А1 са пратиоцем белим патуљком. |
| Епсилон Еридана   | 10,5           | Једна звезда типа К2, нешто мања и хладнија од Сунца. Има два астероидна појаса. Верује се да има и гасовитог џина (Егир), можда и још једну мању планету, и можда поседује планетарни систем сличан Сунчевом.                        |
| Тау Сети          | 11,8           | Једна звезда типа Г8 слична Сунцу. Велика вероватноћа да поседује планетарни систем сличан Сунчевом: тренутни докази показују четири планете, од којих су две потенцијално у настањивој зони.                                         |
| Лајтенова звезда  | 12,36          | Црвени патуљак типа М3 са супер-Земљом Лајтен b која орбитира у настањивој зони. |
| Волф 1061         | 14,1           | Волф 1061 c је 1,6 пута већа од Земље; можда има стеновит терен. Такође се налази унутар „Златокосине зоне” где би могло бити могуће постојање течне воде.                                                                            |
| Gliese 667C       | 23,7           | Систем од најмање две планете, са супер-Земљом која се налази у зони око звезде где би могла постојати течна вода, што је чини могућим кандидатом за присуство живота.                                                                |
| Вега              | 25             | Веома млад систем, вероватно у процесу формирања планета. |
| TRAPPIST-1        | 40,7           | Систем који се може похвалити са седам планета сличних Земљи, од којих неке можда имају течну воду. Откриће представља велики напредак у проналажењу настањиве планете и планете која би могла подржати живот.                        |

Постојећа астрономска технологија способна је да пронађе планетарне системе око ових објеката, повећавајући њихов потенцијал за истраживање.

## Предложене методе

### Споре сонде без посаде
„Споре” међузвездане мисије (које су и даље брзе по другим стандардима) засноване на тренутним и скорашњим погонским технологијама повезане су са временима путовања која се крећу од неколико деценија до хиљада година. Ове мисије се састоје од слања роботске сонде до оближње звезде ради истраживања, слично међупланетарним сондама као што су оне коришћене у програму Војаџер. Без посаде, трошкови и сложеност мисије значајно се смањују, као и маса коју треба убрзати, иако је животни век технологије и даље значајан проблем поред постизања разумне брзине путовања. Предложени концепти укључују Пројекат Дедал, Пројекат Икар, Пројекат Вилин коњиц, Пројекат Лонгшот, и скорије Брејктру старшот.

### Брзе сонде без посаде

#### Наносонде
Нано-летелице које се крећу брзином близу брзине светлости могле би бити могуће у блиској будућности, изграђене на постојећој технологији микрочипова са новоразвијеним нано-потисником. Истраживачи на Универзитету у Мичигену развијају потиснике који користе наночестице као погонско гориво. Њихова технологија се назива „потисник са екстракцијом поља наночестица” или наноФЕТ. Ови уређаји делују као мали акцелератори честица, испаљујући проводљиве наночестице у свемир.
Мичио Каку, теоријски физичар, предложио је да се облаци „паметне прашине” пошаљу до звезда, што би могло постати могуће са напретком у нанотехнологији. Каку такође напомиње да би велики број наносонди морао бити послат због рањивости веома малих сонди на лако скретање од стране магнетних поља, микрометеорита и других опасности, како би се осигурало да барем једна наносонда преживи путовање и стигне на одредиште.
Као краткорочно решење, предложене су мале, ласерски покретане међузвездане сонде, засноване на тренутној технологији кјубсат, у контексту пројекта Вилин коњиц.
Старсид је сличан предложени метод лансирања међузвезданих наносонди на трећину брзине светлости. Предложени лансер користи шупљу жицу дужине 1.000 km малог пречника, са електродама које облажу шупљу жицу, електростатички акцелератор, слично идејама К. Ерика Дрекслера.

### Споре мисије са посадом
У мисијама са посадом, трајање спорог међузвезданог путовања представља велику препреку, а постојећи концепти се на различите начине баве овим проблемом. Могу се разликовати по „стању” у којем се људи транспортују на броду.

#### Генерацијски бродови
Генерацијски брод (или брод-свет) је врста међузвездане арке у којој је посада која стиже на одредиште потомак оних који су започели путовање. Генерацијски бродови тренутно нису изводљиви због тешкоће изградње брода огромних потребних размера и великих биолошких и социолошких проблема које живот на таквом броду изазива.

#### Суспендована анимација
Научници и писци су постулирали различите технике за суспендовану анимацију. Оне укључују људску хибернацију и крионичко очување. Иако ниједна тренутно није практична, оне нуде могућност бродова спавача у којима путници леже инертни током дугог трајања путовања.

#### Замрзнути ембриони
Роботска међузвездана мисија која носи одређени број замрзнутих људских ембриона у раној фази је још једна теоријска могућност. Овај метод колонизације свемира захтева, између осталог, развој вештачке материце, претходно откривање настањиве терестричке планете и напредак у области потпуно аутономних мобилних робота и едукативних робота који би заменили људске родитеље.

#### „Скакање по острвима” кроз међузвездани простор
Међузвездани простор није потпуно празан; садржи трилионе ледених тела, од малих астероида (Ортов облак) до могућих одбеглих планета. Можда постоје начини да се искористе ови ресурси за добар део међузвезданог путовања, полако скачући са тела на тело или постављајући успутне станице.

### Брзе мисије са посадом
Ако би свемирски брод могао да постигне просечну брзину од 10% брзине светлости (и успори на одредишту, за мисије са људском посадом), то би било довољно да стигне до Проксима Кентаури за четрдесет година. Предложено је неколико концепата погона који би се на крају могли развити да би се то постигло (видети § Погон испод), али ниједан од њих није спреман за краткорочни развој (неколико деценија) по прихватљивој цени.

#### Временска дилатација
Физичари генерално верују да је путовање брже од светлости немогуће.
Релативистичка временска дилатација омогућава путнику да доживи време спорије, што је његова брзина ближа брзини светлости. Ово привидно успоравање постаје приметно када се достигну брзине изнад 80% брзине светлости. Сатови на међузвезданом броду радили би спорије од земаљских сатова, па ако би мотори брода могли континуирано да генеришу убрзање од око 1 g (што је удобно за људе), брод би могао стићи скоро било где у галаксији и вратити се на Земљу у року од 40 година бродског времена (видети дијаграм). По повратку, постојала би разлика између времена које је протекло на астронаутовом броду и времена које је протекло на Земљи.
На пример, свемирски брод би могао отпутовати до звезде удаљене 32 светлосне године, у почетку убрзавајући константним убрзањем од 1,03g (тј. 10,1 m/s2) током 1,32 године (бродско време), затим искључујући моторе и крстарећи наредних 17,3 година (бродско време) константном брзином, затим поново успоравајући 1,32 бродске године и заустављајући се на одредишту. Након краће посете, астронаут би се могао вратити на Земљу на исти начин. Након целокупног повратног путовања, сатови на броду показују да је прошло 40 година, али према онима на Земљи, брод се враћа 76 година након лансирања.
Из перспективе астронаута, чини се да сатови на броду раде нормално. Чини се да се звезда испред приближава брзином од 0,87 светлосних година по бродској години. Универзум би изгледао контрахован у правцу кретања на половину величине коју је имао док је брод мировао; удаљеност између те звезде и Сунца чинила би се 16 светлосних година мерено од стране астронаута.
При већим брзинама, време на броду ће тећи још спорије, па би астронаут могао отпутовати до центра Млечног пута (30.000 светлосних година од Земље) и назад за 40 година бродског времена. Али брзина према земаљским сатовима увек ће бити мања од 1 светлосне године по земаљској години, тако да ће се, по повратку кући, астронаут наћи у ситуацији да је на Земљи прошло више од 60 хиљада година.

#### Константно убрзање
Без обзира на то како се постиже, погонски систем који би могао производити континуирано убрзање од поласка до доласка био би најбржи метод путовања. Путовање са константним убрзањем је оно где погонски систем убрзава брод константном стопом током прве половине пута, а затим успорава током друге половине, тако да стиже на одредиште непокретан у односу на место одакле је кренуо. Ако би се ово изводило са убрзањем сличним оном које се доживљава на површини Земље, то би имало додатну предност стварања вештачке „гравитације” за посаду. Међутим, обезбеђивање потребне енергије било би прескупо са тренутном технологијом.
Из перспективе посматрача на планети, чиниће се да брод у почетку равномерно убрзава, али затим све спорије како се приближава брзини светлости (коју не може премашити). Он ће се кретати хиперболичким кретањем. Брод ће бити близу брзине светлости након отприлике годину дана убрзавања и остаће на тој брзини док не почне да кочи пред крај путовања. Из перспективе посматрача на броду, посада ће осећати гравитационо поље супротно убрзању мотора, а чиниће се да универзум испред пада у то поље, крећући се хиперболички. Као део тога, удаљености између објеката у правцу кретања брода постепено ће се контраховати док брод не почне да успорава, у ком тренутку ће се искуство гравитационог поља посматрача на броду обрнути.
Када брод стигне на своје одредиште, ако би разменио поруку са својом матичном планетом, установило би се да је на броду протекло мање времена него за посматрача на планети, због временске дилатације и контракције дужине.
Резултат је импресивно брзо путовање за посаду.

## Погон

### Ракетни концепти
Сви ракетни концепти су ограничени ракетном једначином, која поставља карактеристичну брзину доступну као функцију брзине издувних гасова и односа маса, односа почетне (M0, укључујући гориво) и коначне (M1, гориво потрошено) масе.
Веома висока специфична снага, однос потиска и укупне масе возила, потребна је да би се досегле међузвездане мете у временским оквирима краћим од једног века. Неки пренос топлоте је неизбежан, што резултира екстремним топлотним оптерећењем.
Стога, за међузвездане ракетне концепте свих технологија, кључни инжењерски проблем (ретко експлицитно разматран) је ограничавање преноса топлоте са издувног тока назад у возило.

#### Јонски мотор
Врста електричног погона, свемирске летелице као што је Зора користе јонски мотор. У јонском мотору, електрична енергија се користи за стварање наелектрисаних честица погонског горива, обично гаса ксенона, и њихово убрзавање до изузетно великих брзина. Брзина издувних гасова конвенционалних ракета ограничена је на око 5 km/s хемијском енергијом ускладиштеном у молекуларним везама горива. Оне производе висок потисак (око 106 N), али имају низак специфични импулс, што ограничава њихову максималну брзину. Насупрот томе, јонски мотори имају малу силу, али је максимална брзина у принципу ограничена само електричном енергијом доступном на летелици и јонима гаса који се убрзавају. Брзина издувних гасова наелектрисаних честица креће се од 15 km/s до 35 km/s.

#### Погон на нуклеарну фисију

##### Фисионо-електрични погон
Нуклеарно-електрични или плазма мотори, који раде дужи временски период са малим потиском и напајају се фисионим реакторима, имају потенцијал да достигну брзине много веће од хемијски погоњених возила или нуклеарно-термичких ракета. Таква возила вероватно имају потенцијал да покрећу истраживање Сунчевог система са разумним временима путовања унутар текућег века. Због свог погона са малим потиском, били би ограничени на операције ван планете, у дубоком свемиру. Погон свемирских летелица на електрични погон напајан преносивим извором енергије, рецимо нуклеарним реактором, који производи само мала убрзања, требало би вековима да достигне, на пример, 15% брзине светлости, стога је неприкладан за међузвездани лет током једног људског живота.

##### Погон на фисионе фрагменте
Ракете са фисионим фрагментима користе нуклеарну фисију за стварање брзих млазева фисионих фрагмената, који се избацују брзинама до 12,000 km/s (7,456 mi/s). Код фисије, излазна енергија је приближно 0,1% укупне масе-енергије горива реактора и ограничава ефективну брзину издувних гасова на око 5% брзине светлости. За максималну брзину, реакциона маса би се оптимално састојала од фисионих производа, „пепела” примарног извора енергије, тако да се у односу маса не мора водити рачуна о додатној реакционој маси.

##### Нуклеарни пулсни погон
На основу радова од касних 1950-их до раних 1960-их, технички је било могуће изградити свемирске бродове са моторима на нуклеарни пулсни погон, тј. погоњене низом нуклеарних експлозија. Овај погонски систем носи перспективу веома високог специфичног импулса и високе специфичне снаге. Члан тима пројекта Орион Фриман Дајсон предложио је 1968. године међузвездану летелицу која користи нуклеарни пулсни погон са детонацијама чисте деутеријумске фузије са веома високим степеном сагоревања горива. Израчунао је брзину издувних гасова од 15.000 km/s и свемирско возило од 100.000 тона способно да постигне делта-v од 20.000 km/s, што омогућава време лета до Алфа Кентаури од 130 година. Касније студије указују да је максимална брзина крстарења коју теоретски може постићи Орион звездани брод погоњен Телер-Улам термонуклеарним јединицама, под претпоставком да се гориво не штеди за успоравање, око 8% до 10% брзине светлости (0,08-0,1c). Атомски (фисиони) Орион може постићи можда 3%-5% брзине светлости. Звездани брод са нуклеарним пулсним погоном погоњен фузионо-антиматеријским катализованим нуклеарним пулсним јединицама био би слично у распону од 10%, а ракете на чисту анихилацију материје-антиматерије би теоретски биле способне да постигну брзину између 50% и 80% брзине светлости. У сваком случају, чување горива за успоравање преполовљава максималну брзину. Концепт коришћења магнетног једра за успоравање летелице како се приближава одредишту разматран је као алтернатива коришћењу погонског горива, што би омогућило броду да путује близу максималне теоријске брзине. Алтернативни дизајни који користе сличне принципе укључују Пројекат Лонгшот, Пројекат Дедал, и Мини-Маг Орион. Принцип спољашњег нуклеарног пулсног погона за максимизирање преживљиве снаге остао је уобичајен међу озбиљним концептима за међузвездани лет без спољашњег снопа енергије и за веома високе перформансе међупланетарног лета.
Седамдесетих година прошлог века концепт нуклеарног пулсног погона је даље усавршен од стране пројекта Дедал употребом спољашње покренуте инерцијалне фузије, у овом случају производећи фузионе експлозије компресијом пелета фузионог горива помоћу високо-енергетских снопова електрона. Од тада, ласери, снопови јона, сноп неутралних честица и хипер-кинетички пројектили су предложени за производњу нуклеарних пулсева у сврху погона.
Тренутна препрека развоју било које летелице погоњене нуклеарном експлозијом је Споразум о делимичној забрани нуклеарних проба из 1963. године, који укључује забрану детонације било каквих нуклеарних уређаја (чак и оних који нису засновани на оружју) у свемиру. Овај споразум би стога требало поново преговарати, иако би пројекат размера међузвездане мисије који користи тренутно предвидиве технологије вероватно захтевао међународну сарадњу барем на скали Међународне свемирске станице.
Још једно питање које треба размотрити биле би g-силе које се преносе на брзо убрзану летелицу, терет и путнике унутар ње (видети Инерцијално поништавање).

#### Ракете на нуклеарну фузију
Звездани бродови са фузионим ракетама, погоњени реакцијама нуклеарне фузије, требало би да теоретски буду у стању да достигну брзине реда величине 10% брзине светлости, само на основу енергетских разматрања. У теорији, велики број степена могао би да потисне возило произвољно близу брзине светлости. Они би „сагоревали” лака елементарна горива као што су деутеријум, трицијум, 3He, 11B и 7Li. Пошто фузија даје око 0,3–0,9% масе нуклеарног горива као ослобођену енергију, она је енергетски повољнија од фисије, која ослобађа <0,1% масе-енергије горива. Максималне брзине издувних гасова које су потенцијално енергетски доступне су сходно томе веће него код фисије, обично 4–10% брзине светлости. Међутим, најлакше оствариве фузионе реакције ослобађају велики део своје енергије у виду високоенергетских неутрона, који су значајан извор губитка енергије. Дакле, иако ови концепти изгледају као да нуде најбоље (најближе) изгледе за путовање до најближих звезда унутар (дугог) људског живота, они и даље укључују огромне технолошке и инжењерске потешкоће, које се могу показати нерешивим деценијама или вековима.
Ране студије укључују Пројекат Дедал, који је спровело Британско интерпланетарно друштво 1973–1978, и Пројекат Лонгшот, студентски пројекат спонзорисан од стране НАСА-е и Поморске академије САД, завршен 1988. Још један прилично детаљан систем возила, "Discovery II", дизајниран и оптимизован за истраживање Сунчевог система са посадом, заснован на D3He реакцији али користећи водоник као реакциону масу, описао је тим из НАСА-иног Истраживачког центра Глен. Он постиже карактеристичне брзине од >300 km/s са убрзањем од ~1.7•10−3 g, са почетном масом брода од ~1700 метричких тона и уделом корисног терета изнад 10%. Иако су ове вредности још увек далеко од захтева за међузвездано путовање у људским временским оквирима, студија изгледа да представља разуман оријентир ка ономе што би могло бити достижно у року од неколико деценија, што није немогуће изнад тренутног стања технике. На основу 2,2% степена сагоревања концепта, могао би постићи брзину издувних гасова чистог фузионог производа од ~3.000 km/s.

#### Ракете на антиматерију
Ракета на антиматерију би имала далеко већу густину енергије и специфични импулс од било које друге предложене класе ракета. Ако се пронађу извори енергије и ефикасне методе производње за стварање антиматерије у потребним количинама и њено безбедно складиштење, теоретски би било могуће достићи брзине од неколико десетина процената брзине светлости. Да ли би погон на антиматерију могао довести до већих брзина (>90% брзине светлости) при којима би релативистичка временска дилатација постала приметнија, чиме би време за путнике текло спорије како то види спољни посматрач, сумњиво је због велике количине антиматерије која би била потребна.
Под претпоставком да производња и складиштење антиматерије постану изводљиви, треба размотрити два даља питања. Прво, у анихилацији антиматерије, велики део енергије се губи као високоенергетско гама-зрачење, а посебно и као неутрини, тако да би само око 40% од mc2 било стварно доступно ако би се антиматерији једноставно дозволило да се анихилира у топлотно зрачење. Чак и тада, енергија доступна за погон била би знатно већа од ~1% од mc2 приноса нуклеарне фузије, следећег најбољег конкурентског кандидата.
Друго, пренос топлоте са издувних гасова на возило вероватно би пренео огромну отпадну енергију у брод (нпр. за убрзање брода од 0.1g, приближавајући се 0.3 трилиона вати по тони масе брода), узимајући у обзир велики део енергије који одлази у продорне гама зраке. Чак и под претпоставком да је обезбеђена заштита за терет (и путнике на возилу са посадом), део енергије би неизбежно загрејао возило, и тиме се може показати као ограничавајући фактор ако се желе постићи корисна убрзања.
Скорије, Фридвард Винтерберг је предложио да је могућ фотонски ласерски ракетни погон на материју-антиматерију GeV гама зрака помоћу релативистичког пражњења протон-антипротон пинча, где се трзај од ласерског снопа преноси Месбауеровим ефектом на летелицу.

#### Ракете са спољним извором енергије
Ракете које своју снагу црпе из спољних извора, као што је ласер, могле би да замене свој унутрашњи извор енергије са колектором енергије, потенцијално значајно смањујући масу брода и омогућавајући много веће брзине путовања. Џефри А. Ландис је предложио међузвездану сонду погоњену јонским потисником који се напаја енергијом која му се шаље снопом из базне станице са ласером. Ленард и Ендруз су предложили коришћење ласера базне станице за убрзавање пелета нуклеарног горива према Мини-Маг Орион летелици која их пали за погон.

### Нереактивни концепти
Проблем са свим традиционалним методама ракетног погона је у томе што би летелица морала да носи своје гориво са собом, што је чини веома масивном, у складу са ракетном једначином. Неколико концепата покушава да избегне овај проблем:

#### РФ резонантни шупљински потисник
Радиофреквентни (РФ) резонантни шупљински потисник је уређај за који се тврди да је потисник за свемирске летелице. Године 2016, Лабораторија за напредну физику погона у НАСА-и пријавила је да је у једном таквом тесту приметила мали привидни потисак, резултат који од тада није поновљен. Један од дизајна се зове Ем-драјв. У децембру 2002, Satellite Propulsion Research Ltd је описао радни прототип са наводним укупним потиском од око 0,02 њутна, погоњен шупљинским магнетроном од 850 W. Уређај је могао да ради само неколико десетина секунди пре него што би магнетрон отказао због прегревања. Последњи тест на Ем-драјву је закључио да он не ради.

#### Хеликоидни мотор
Предложен 2019. године од стране НАСА-иног научника др Дејвида Бернса, концепт хеликоидног мотора користио би акцелератор честица за убрзавање честица до брзине блиске брзини светлости. Пошто честице које путују таквим брзинама добијају на маси, верује се да би ова промена масе могла створити убрзање. Према Бернсу, летелица би теоретски могла достићи 99% брзине светлости.

#### Међузвездани рамџетови
Године 1960, Роберт В. Басард је предложио Басардов рамџет, фузиону ракету у којој би огромна кашика сакупљала дифузни водоник у међузвезданом простору, „сагоревала” га у лету користећи протон-протон ланчану реакцију и избацивала га позади. Каснији прорачуни са тачнијим проценама сугеришу да би генерисани потисак био мањи од отпора изазваног било којим замисливим дизајном кашике. Ипак, идеја је привлачна јер би се гориво сакупљало en route (у складу са концептом сакупљања енергије), тако да би летелица теоретски могла да убрза до брзине блиске брзини светлости. Ограничење је због чињенице да реакција може убрзати погонско гориво само до 0,12c. Тако би отпор при хватању међузвездане прашине и потисак при убрзавању те исте прашине до 0,12c били исти када је брзина 0,12c, спречавајући даље убрзање.

#### Погон снопом енергије
Светлосно једро или магнетно једро погоњено масивним ласером или акцелератором честица у матичном звезданом систему могло би потенцијално достићи још веће брзине од метода ракетног или пулсног погона, јер не би требало да носи сопствену реакциону масу и стога би требало само да убрза користан терет летелице. Роберт Л. Форвард је предложио начин за успоравање међузвездане летелице са светлосним једром од 100 километара у одредишном звезданом систему без потребе за ласерским низом у том систему. У овој шеми, секундарно једро од 30 километара се поставља иза летелице, док се велико примарно једро одваја од летелице да настави да се креће напред самостално. Светлост се рефлектује са великог примарног једра на секундарно једро, које се користи за успоравање секундарног једра и корисног терета летелице. Године 2002, Џефри А. Ландис из НАСА-иног Истраживачког центра Глен такође је предложио брод са једрима на ласерски погон који би имао дијамантско једро (дебљине неколико нанометара) погоњено употребом соларне енергије. Са овим предлогом, овај међузвездани брод би теоретски могао да достигне 10 процената брзине светлости. Такође је предложено да се користи погон снопом енергије за убрзавање летелице и електромагнетни погон за њено успоравање; тиме се елиминише проблем који Басардов рамџет има са отпором произведеним током убрзања.
Магнетно једро би такође могло да успори на свом одредишту без ослањања на ношено гориво или погонски сноп у одредишном систему, интерагујући са плазмом која се налази у соларном ветру одредишне звезде и међузвезданом медијуму.
Следећа табела наводи неке примере концепата који користе погон ласерским снопом како је предложио физичар Роберт Л. Форвард:
| Путовање                     | Мисија          | Снага ласера  | Маса возила | Убрзање | Пречник једра | Максимална брзина (% брзине светлости) | Укупно трајање                                                |
| ---------------------------- | --------------- | ------------- | ----------- | ------- | ------------- | -------------------------------------- | ------------------------------------------------------------- |
| Прелет – Алфа Кентаури       | фаза одласка    | 65 GW         | 1 t         | 0,036 g | 3,6 km        | 11% @ 0,17 сг                          | 40 година                                                     |
| Рандеву – Алфа Кентаури      | фаза одласка    | 7.200 GW      | 785 t       | 0,005 g | 100 km        | 21% @ 4,29 сг                          | 41 година                                                     |
| Рандеву – Алфа Кентаури      | фаза успоравања | 26.000 GW     | 71 t        | 0,2 g   | 30 km         | 21% @ 4,29 сг                          | 41 година                                                     |
| Са посадом – Епсилон Еридана | фаза одласка    | 75.000.000 GW | 78.500 t    | 0,3 g   | 1000 km       | 50% @ 0,4 сг                           | 51 година (укључујући 5 година истраживања звезданог система) |
| Са посадом – Епсилон Еридана | фаза успоравања | 21.500.000 GW | 7.850 t     | 0,3 g   | 320 km        | 50% @ 10,4 сг                          | 51 година (укључујући 5 година истраживања звезданог система) |
| Са посадом – Епсилон Еридана | фаза повратка   | 710.000 GW    | 785 t       | 0,3 g   | 100 km        | 50% @ 10,4 сг                          | 51 година (укључујући 5 година истраживања звезданог система) |
| Са посадом – Епсилон Еридана | фаза успоравања | 60.000 GW     | 785 t       | 0,3 g   | 100 km        | 50% @ 0,4 сг                           | 51 година (укључујући 5 година истраживања звезданог система) |

##### Каталог међузвезданих путовања коришћењем фотогравитационих асистенција за потпуно заустављање
Следећа табела је заснована на раду Хелера, Хипкеа и Кервеле.
| Назив           | Време путовања (год) | Удаљеност (сг) | Сјајност (L☉) |
| --------------- | -------------------- | -------------- | ------------- |
| Сиријус А       | 68,90                | 8,58           | 24,20         |
| α Кентаури А    | 101,25               | 4,36           | 1,52          |
| α Кентаури Б    | 147,58               | 4,36           | 0,50          |
| Процион А       | 154,06               | 11,44          | 6,94          |
| Вега            | 167,39               | 25,02          | 50,05         |
| Алтаир          | 176,67               | 16,69          | 10,70         |
| Фомалхаут А     | 221,33               | 25,13          | 16,67         |
| Денебола        | 325,56               | 35,78          | 14,66         |
| Кастор А        | 341,35               | 50,98          | 49,85         |
| Епсилон Еридана | 363,35               | 10,50          | 0,50          |

- Узастопне асистенције код α Cen A и B могле би омогућити време путовања до 75 година до обе звезде.
- Светлосно једро има номинални однос масе и површине (σnom) од 8,6×10−4 gram m−2 за номинално једро класе графена.
- Површина светлосног једра, око 105 m2 = (316 m)2
- Брзина до 37.300 km s−1 (12,5% c)

#### Претходно убрзано гориво
Постизање међузвезданих путовања са заустављањем унутар људског животног века захтева односе маса између 1.000 и 1.000.000, чак и за ближе звезде. Ово би се могло постићи вишестепеним возилима огромних размера. Алтернативно, велики линеарни акцелератори би могли да потискују гориво ка свемирским возилима на фисиони погон, избегавајући ограничења ракетне једначине.

#### Динамичко једрење
Динамичко једрење као начин путовања кроз међузвездани простор је предложено.

## Теоријски концепти

#### Пренос умова помоћу светлости
Отпремљени људски умови или вештачка интелигенција могли би се преносити ласерским или радио сигналима брзином светлости. Ово захтева пријемник на одредишту који би прво морао бити постављен, нпр. од стране људи, сонди, самореплицирајућих машина (потенцијално заједно са вештачком интелигенцијом или отпремљеним људима), или ванземаљске цивилизације (која би се такође могла налазити у другој галаксији, можда Кардашев тип III цивилизација).

#### Вештачка црна рупа
Теоријска идеја за омогућавање међузвезданог путовања је погон звезданог брода стварањем вештачке црне рупе и коришћењем параболичног рефлектора за рефлектовање њеног Хокинговог зрачења. Иако је изван тренутних технолошких могућности, звездани брод са црном рупом нуди неке предности у поређењу са другим могућим методама. Да би се црна рупа користила као извор енергије и мотор, потребан је и начин за претварање Хокинговог зрачења у енергију и потисак. Једна потенцијална метода укључује постављање рупе у фокусну тачку параболичног рефлектора причвршћеног за брод, стварајући потисак напред. Нешто лакша, али мање ефикасна метода укључивала би једноставно апсорбовање свег гама зрачења усмереног ка предњем делу брода како би га гурало напред, док би се остатак испуштао позади.

#### Путовање брже од светлости
Научници и аутори су постулирали низ начина на које би се могло премашити брзина светлости, али чак и најозбиљнији од њих су веома спекулативни.
Такође је дискутабилно да ли је путовање брже од светлости физички могуће, делом због забринутости у вези са каузалношћу: путовање брже од светлости може, под одређеним условима, дозволити путовање уназад у времену у контексту специјалне релативности. Предложени механизми за путовање брже од светлости у оквиру теорије опште релативности захтевају постојање егзотичне материје, а није познато да ли би се она могла произвести у довољним количинама, ако уопште.

##### Алкибјеров погон
У физици, Алкибјеров погон се заснива на аргументу, у оквиру опште релативности и без увођења црвоточина, да је могуће модификовати простор-време на начин који омогућава свемирском броду да путује произвољно великом брзином локалним ширењем простор-времена иза брода и супротном контракцијом испред њега. Ипак, овај концепт би захтевао да брод укључи регион егзотичне материје, или хипотетички концепт негативне масе.

##### Црвоточине
Црвоточине су хипотетичке дисторзије у простор-времену за које теоретичари постулирају да би могле повезати две произвољне тачке у универзуму, преко Ајнштајн-Розеновог моста. Није познато да ли су црвоточине могуће у пракси. Иако постоје решења Ајнштајнове једначине опште релативности која дозвољавају црвоточине, сва тренутно позната решења укључују неку претпоставку, на пример постојање негативне масе, што може бити нефизички. Међутим, Крамер et al. тврде да су такве црвоточине могле бити створене у раном универзуму, стабилизоване космичким струнама. Општа теорија црвоточина је размотрена од стране Висера у књизи Lorentzian Wormholes.

## Дизајни и студије

### Пројекат Хиперион
Пројекат Хиперион је истраживао различита питања изводљивости међузвезданог путовања са посадом. Значајни резултати пројекта укључују процену архитектура система бродова-светова и адекватну величину популације. Његови чланови настављају да објављују радове о међузвезданим путовањима са посадом у сарадњи са Иницијативом за међузвездане студије.

### Ензманов звездани брод
Ензманов звездани брод, како га је детаљно описао Џ. Хари Стајн у октобарском издању часописа Analog из 1973. године, био је дизајн за будући звездани брод, заснован на идејама Роберта Данкан-Ензмана. Предложена летелица користила је лопту од 12.000.000 тона замрзнутог деутеријума за напајање 12–24 термонуклеарне пулсне погонске јединице. Дужа од двоструке висине Емпајер стејт билдинга и састављена у орбити, летелица је била део већег пројекта којем су претходиле међузвездане сонде и телескопско посматрање циљних звезданих система.

### НАСА-ина истраживања
НАСА истражује међузвездана путовања од свог оснивања, преводећи важне стране радове и спроводећи ране студије о примени фузионог погона, шездесетих година, и ласерског погона, седамдесетих година, на међузвездана путовања.
Године 1994, НАСА и JPL су спонзорисали „Радионицу о напредном погону у квантној/релативистичкој теорији” како би „успоставили и користили нове референтне оквире за размишљање о питању путовања бржег од светлости (FTL)”.
НАСА-ин Програм за пробој у физици погона (угашен у фискалној 2003. години након шестогодишње студије вредне 1,2 милиона долара, јер „никакви пробоји нису на видику”) идентификовао је неке пробоје који су потребни да би међузвездано путовање било могуће.
Џефри А. Ландис из НАСА-иног Истраживачког центра Глен наводи да би међузвездани брод са једрима на ласерски погон могао бити лансиран у року од 50 година, користећи нове методе путовања свемиром. „Мислим да ћемо то на крају урадити, питање је само када и ко”, рекао је Ландис у једном интервјуу. Ракете су преспоре да би слале људе на међузвездане мисије. Уместо тога, он замишља међузвездане летелице са великим једрима, покретане ласерском светлошћу до око једне десетине брзине светлости. Таквом броду би требало око 43 године да стигне до Алфа Кентаури ако би прошао кроз систем без заустављања. Успоравање ради заустављања код Алфа Кентаури могло би продужити пут на 100 година, док путовање без успоравања покреће питање прављења довољно тачних и корисних посматрања и мерења током пролетања.

### Студија 100-годишњи звездани брод
Студија 100-годишњи звездани брод (100YSS) био је назив једногодишњег пројекта за процену атрибута и постављање темеља за организацију која може да настави визију 100-годишњег звезданог брода. Симпозијуми везани за 100YSS организовани су између 2011. и 2015. године. Харолд („Сони”) Вајт из НАСА-иног Свемирског центра Џонсон је члан Icarus Interstellar, непрофитне фондације чија је мисија да оствари међузвездани лет пре 2100. године. На састанку 100YSS 2012. године, известио је о коришћењу ласера у Вајт-Џудејовом интерферометру варп-поља како би покушао да искриви простор-време за 1 део у 10 милиона, с циљем да помогне у омогућавању међузвезданог путовања.

### Остали дизајни
- Пројекат Орион, међузвездани брод са људском посадом (1958–1968).
- Пројекат Дедал, међузвездана сонда без посаде (1973–1978).
- Старвисп, међузвездана сонда без посаде (1985).[96]
- Пројекат Лонгшот, међузвездана сонда без посаде (1987–1988).
- Старсид/лансер, флота међузвезданих сонди без посаде (1996).
- Пројекат Валкира, међузвездани брод са људском посадом (2009).
- Пројекат Икар, међузвездана сонда без посаде (2009–2014).
- Сан-дајвер, међузвездана сонда без посаде.[97]
- Пројекат Вилин коњиц, мала међузвездана сонда на ласерски погон (2013–2015).
- Брејктру старшот, флота међузвезданих сонди без посаде, објављено 12. априла 2016.[98][99][100]
- Солар Уан, летелица са посадом која би комбиновала погон снопом енергије, електромагнетни погон и нуклеарни погон (2020).[101]

## Непрофитне организације
Постоји неколико организација широм света посвећених истраживању међузвезданог погона и заговарању његовог случаја. Оне су још увек у зачетку, али их већ подржава чланство широког спектра научника, студената и професионалаца.
- Иницијатива за међузвездане студије (УК)[102]
- Фондација Тау Зиро (САД)[103]
- Институт за неограничени свемир (САД)[104]
- Међузвездана радионица Тенеси Вели (TVIW), пословно име Интерстелар рисрч груп (IRG) (САД)[105]

## Изводљивост
Енергетски захтеви чине међузвездано путовање веома тешким. Извештено је да је на Заједничкој конференцији о погону 2008. године више стручњака изразило мишљење да је мало вероватно да ће људи икада истраживати изван Сунчевог система. Брис Н. Касенти, ванредни професор на Одсеку за инжењерство и науку на Политехничком институту Ренселер, изјавио је да би за слање сонде до најближе звезде било потребно најмање 100 пута више од укупне енергетске производње целог света [у датој години].
Астрофизичар Стен Оденвалд је изјавио да је основни проблем у томе што, кроз интензивне студије хиљада откривених егзопланета, већина најближих дестинација унутар 50 светлосних година не показује планете сличне Земљи у настањивим зонама звезда. С обзиром на вишетрилионске трошкове неких од предложених технологија, путници ће морати да проведу до 200 година путујући брзином од 20% брзине светлости да би стигли до најбољих познатих дестинација. Штавише, када путници стигну на своје одредиште (било којим средством), неће моћи да се спусте на површину циљаног света и оснују колонију уколико атмосфера није несмртоносна. Перспектива таквог путовања, само да би остатак живота колоније провели у затвореном станишту и излазили напоље у свемирском оделу, може елиминисати многе потенцијалне циљеве са листе.
Кретање брзином блиском брзини светлости и сусрет чак и са малим непокретним објектом попут зрна песка имаће фаталне последице. На пример, грам материје који се креће 90% брзине светлости садржи кинетичку енергију која одговара малој нуклеарној бомби (око 30 кт ТНТ).
Једна од главних препрека је постојање довољно резервних делова и капацитета за поправке на броду за тако дуго путовање, под претпоставком да су сви остали аспекти решени, без приступа свим ресурсима доступним на Земљи.

### Међузвездане мисије без користи за људе
Предвиђа се да ће истраживачке мисије велике брзине до Алфа Кентаури, како их планира иницијатива Брејктру старшот, бити оствариве у 21. веку. Алтернативно, могуће је планирати споре мисије без посаде којима би требало хиљаде година да стигну. Ове сонде не би биле од користи за људе у смислу да се не може предвидети да ли би на Земљи било икога заинтересованог за научне податке који би се тада слали назад. Пример би била мисија Генезис, која има за циљ да донесе једноћелијски живот, у духу усмерене панспермије, на настањиве, али иначе неплодне планете. Релативно споре сонде Генезис, са типичном брзином од {\displaystyle c/300}, што одговара око {\displaystyle 1000\,{\mbox{km/s}}}, могу се успорити коришћењем магнетног једра. Мисије без посаде које нису за људску корист би стога биле изводљиве.

## Откриће планета сличних Земљи
Дана 24. августа 2016, објављено је откриће егзопланете величине Земље Проксима Кентаури b која орбитира у настањивој зони Проксима Кентаури, удаљеној 4,2 светлосне године. Ово је најближа позната потенцијално настањива егзопланета изван Сунчевог система.
У фебруару 2017. године, НАСА је објавила да је њен Свемирски телескоп Спицер открио седам планета величине Земље у систему TRAPPIST-1 који орбитирају око ултра-хладне патуљасте звезде удаљене 40 светлосних година од Сунчевог система. Три од ових планета су чврсто смештене у настањивој зони, подручју око матичне звезде где је највероватније да стеновита планета има течну воду. Ово откриће поставља нови рекорд за највећи број планета у настањивој зони пронађених око једне звезде изван Сунчевог система. Свих ових седам планета би могле имати течну воду – кључ живота какав познајемо – под правим атмосферским условима, али су шансе највеће код три планете у настањивој зони.